# Freestyle agli VIII Giochi asiatici invernali
Le competizioni di freestyle agli VIII Giochi asiatici invernali si sono svolte dal 24 al 26 febbraio 2017 al Bankei Ski Area di Sapporo, in Giappone.

## Podi

### Uomini
| Evento                        | Oro             | Argento      | Bronzo          |
| Gobbe (dettagli)              | Ikuma Horishima | Choi Jae-woo | Dmitriy Reiherd |
| Gobbe in parallelo (dettagli) | Ikuma Horishima | Daichi Hara  | Dmitriy Reiherd |

### Donne
| Evento                        | Oro              | Argento          | Bronzo   |
| Gobbe (dettagli)              | Arisa Murata     | Yuliya Galysheva | Miki Ito |
| Gobbe in parallelo (dettagli) | Yuliya Galysheva | Arisa Murata     | Miki Ito |

## Medagliere
| Posiz. | Nazione       | Oro | Argento | Bronzo | Totale |
| ------ | ------------- | --- | ------- | ------ | ------ |
| 1      | Giappone      | 3   | 2       | 2      | 7      |
| 2      | Kazakistan    | 1   | 1       | 2      | 4      |
| 2      | Corea del Sud | 0   | 1       | 0      | 1      |
| Totale | Totale        | 4   | 4       | 4      | 12     |